# Giulia y los Tellarini
Giulia y los Tellarini est un groupe formé à Barcelone et dont la chanteuse est italienne. Leur chanson Barcelona est utilisée pour le film de Woody Allen, Vicky Cristina Barcelona.

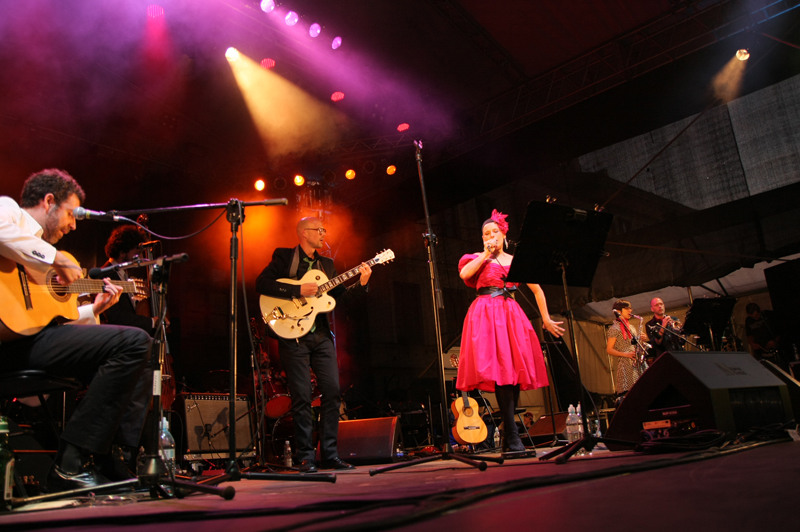
Giulia y los Tellarini

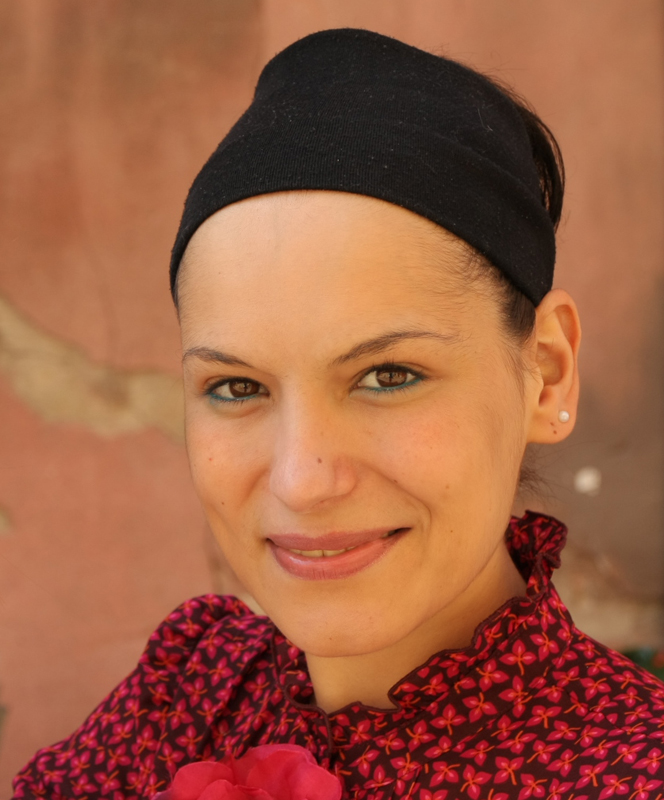
Giulia Tellarini

## Membres
- Giulia Tellarini (voix et accordéon)
- Jens Neumaier (guitare, saxophone, charango et chorale)
- Maik Alemany (guitare, charango et chorale)
- Alejandro Mazzoni (contrebasse, percussion, flute et chorale)
- Xavier Tort (trompette)
- Pablo Diaz-Reixa (percussion et chorale)
- Jordi Llobet (percussion et mélodica)
- Olga Abalos (saxophone alto)
- Joan Portales (guitare électrique, mandoline et charango)
- Camilo Zorilla (percussion, mélodica)